# Cypholophus pachycarpus
Cypholophus pachycarpus är en nässelväxtart som beskrevs av H. Winkl.. Cypholophus pachycarpus ingår i släktet Cypholophus och familjen nässelväxter. Inga underarter finns listade i Catalogue of Life.